# Richard Shaw
Richard Edward Shaw (* 11. September 1968 in Brentford) ist ein ehemaliger englischer Fußballspieler und -trainer. Als Innenverteidiger, der auch auf den Abwehrseiten eingesetzt werden konnte, absolvierte er in seiner mehr als zwei Jahrzehnte umfassenden Karriere fast 700 Pflichtspiele und war vor allem in den 1990er-Jahren als Stammspieler von Crystal Palace und Coventry City bekannt.

## Sportlicher Werdegang

### Crystal Palace (1986–1995)
Richard Shaws Fußballerlaufbahn fand in der Jugendakademie von Crystal Palace seinen Anfang und nach einem ersten Ausbildungsvertrag im Jahr 1985 war er ab der Saison 1986/87 im Profikader des damaligen Zweitligisten vertreten. Am 19. September 1987 debütierte er in der zweiten Liga gegen den FC Reading per Einwechslung, aber erst in der folgenden Spielzeit 1988/89 kam er häufiger zum Zuge. Wenngleich er nur bei sechs seiner vierzehn Zweitligaauftritte in der Startelf gestanden hatte, verhalf er dem Klub dennoch damit zum Aufstieg über die Play-offs in die höchste englische Spielklasse.
Im Verlauf der Saison 1989/90 sammelte er seine ersten Erfahrungen als Erstligaspieler. Er absolvierte dabei 21 Meisterschaftspartien, bevor er im Dezember 1989 an den Zweitligisten Hull City ausgeliehen wurde. Nach der Rückkehr stand er im Finale des FA Cups gegen Manchester United sowohl beim 3:3 im ersten Spiel als auch bei der 0:1-Niederlage in der Neuauflage und markierte dabei jeweils den linken Verteidiger als Vertretung für David Burke. Der sportliche Durchbruch folgte in der anschließenden Spielzeit 1990/91, die Crystal Palace einen überraschend guten dritten Rang bescherte und den Gewinn des Full Members Cups. Im Jahr darauf stagnierte seine Entwicklung. Nach Defensivproblemen im Team geriet er auf der linken Abwehrposition durch die Neuverpflichtungen Paul Bodin und Chris Coleman zunehmend unter Druck. Verdrängt wurde er schließlich von Lee Sinnott, der eigentlich ein gelernter Innenverteidiger war.
Nach dem Abstieg 1993 in der ersten Saison der neu geschaffenen Premier League sorgte er mit 41 Einsätzen in der folgenden Zweitligaspielzeit 1993/94 mit dafür, das „Palace“ als Meister unter dem neuen Trainer Alan Smith umgehend in die erste Liga zurückkehrte. Während seiner letzten vollständigen Saison 1994/95 für Crystal Palace erreichte Shaw in beiden heimischen Pokalwettbewerben jeweils das Halbfinale, stieg aber ein weiteres Mal mit seinem Verein aus der Premier League ab. Während dieser Saison war er an einem medial bekannten Zwischenfall beteiligt, als Éric Cantona von Manchester United Ende Januar 1995 nach einem Foul an ihm vom Platz gestellt wurde und anschließend nach Beleidigungen aus dem Publikum zu einem Kungfu-Tritt ansetzte. Im November 1995 wechselte Shaw für eine Million Pfund zurück in die Premier League zu Coventry City.

### Coventry City (1995–2006)
Shaw blieb fast elf Jahre bei Coventry City. Unter dem dort anfänglich tätigen Trainer Ron Atkinson etablierte er sich als Stammspieler im Abwehrverbund. Obwohl er auf allen Positionen in der Viererkette eingesetzt werden konnte, war seine bevorzugte Rolle die des Innenverteidigers und dort primär an der Seite von Paul Williams. Als seine Stärken galten ein gutes Zweikampfverhalten und seine Antizipationsfähigkeit. Nach dem Abstieg des Klubs in der Saison 2000/01 zählte er zu nur wenigen „Stützen“ in der Mannschaft, die dem Klub treu blieben. Nur in seiner letzten Spielzeit 2005/06 hatte er – in Folge von Zwistigkeiten mit Trainer Micky Adams – seinen Status als Stammspieler eingebüßt und lediglich die Hälfte der Partien absolviert. Nach 362 Einsätzen (darunter ein einziges Tor beim 5:2-Sieg gegen den FC Gillingham im Jahr 2004) endete seine Zugehörigkeit zu den „Sky Blues“.

### Karriereausklang & Trainertätigkeiten (2006–2019)
Shaws letzte aktive Station war zwischen 2006 und 2008 in seiner Londoner Heimat der FC Millwall. Im Oktober 2007 übernahm er parallel nach der Demission von Cheftrainer Willie Donachie vorübergehend dessen Nachfolge beim FC Millwall, bevor mit Kenny Jackett eine neue „Dauerlösung“ installiert wurde. Nach dem Ende seiner aktiven Karriere wechselte er in Millwalls Trainerstab und verblieb im Verein bis zum Ende der Saison 2011/12. Es folgte die Rückkehr zu seinem Ex-Klub Coventry City, bei dem er den vakanten Posten von Steve Harrison als Kotrainer nach dem Abstieg in die dritte Liga übernahm.
In Coventry arbeitete er zunächst mit dem Cheftrainer Andy Thorn zusammen, der sein früherer Mannschaftskamerad bei Crystal Palace gewesen war. Als Thorn nach einem durchwachsenen Start in die  Saison 2012/13 entlassen wurde, war Shaw erneut auf Interimsbasis Hauptverantwortlicher. Nach einem Sieg im Ligapokal gegen Birmingham City zählte er schließlich zu den Kandidaten für Thorns langfristige Nachfolge. Weitere dürftige Resultate (vor allem ein 1:4 gegen den „Underdog“ Shrewsbury Town) minderten jedoch seine Ambitionen und so wurde mit Mark Robins ein erfahrener Trainer engagiert. Shaw rückte für kurze Zeit in die „zweite Reihe“ zurück, aber Robins setzte in der Folgezeit auf Steve Taylor, mit dem er schon in Barnsley und Rotherham zusammengearbeitet hatte. Im Oktober 2012 wurde Shaws Vertrag in Coventry aufgelöst.
Ab Januar 2013 betreute Shaw die U-23-Auswahl von Crystal Palace, bis im Oktober 2019 auch diese Zusammenarbeit endete.

## Erfolge
Crystal Palace
- Full Members Cup (1): 1991